# Хессельберг (горный хребет)
Хессельберг (нем. Hesselberg) — изолированный горный хребет в Франконской Юре, в Баварии, к востоку от Динкельсбюля и в 60 км к западу от Нюрнберга. Имея высота составляет в 689,4 м над уровнем моря, является высочайшей точкой Средней Франконии и Франконского Альба. Делится на западный, или Большой Гессельберг и восточный Гессельберг, или Шлёсляйнбук. Отдельно стоящий массив удалён от центра Франконского Альба, на юго-западе приграничного района, в 4 км на северо-восток от Вассертрюдингена.
В первых письменных источниках название записано как Öselberg и вероятно происходит от öder Berg (чёрная гора). Позднее название было изменено на Eselsberg и в конечном счёте приобрело современную форму Hesselberg.
Останец хребта указывает на её образование в юрский период. Также массив является свидетелем богатой событиями истории и многие связанные с ним инциденты передавались из поколения в поколение и, смешиваясь с фактами, стали легендами. В настоящее время Хессельберг посещается из-за природных условий и прекрасной перспективы обзора с него. В ясную погоду оттуда можно видеть находящиеся в 150 км Альпы.

## Физико-географические характеристики
Длина массива приблизительно 6 км со средней шириной от 1 до 2 км. Всего склоны, за исключением юдной стороны, покрыты хвойным и смешанным лесом. На верхних склонах и в особенности на восточном горы Röckinger присутствуют крупные области лиственных лесов. Верхняя часть видимой южной стороны свободна от лесов. На южных и северо-восточных склонах имеются большие площади заросших лугов с зарослями можжевеловых кустов. Вдоль осевой линии Хессельберг можно разделить на 5 секций (см. фото панорамы).
- На западном склоне в основном растёт хвойный лес и там начальная точка природной тропы для туристов.
- Западное плато, также называемое Gerolfinger mountain, имеет нетронутый вид с его карстовыми воронками, живыми изгородями и кустарниками. Воронки, однако, являются не естественного происхождения, а являются результатом добычи материала для дорожного строительства и обжига извести.
- С 1994 года центральная часть, известная как Ehinger, а также главный пик с башная с передатчиком снова стали доступны для посещений, т.к. ранее были запретной военной зоной из-за присутствия там армии США.
- Свободне от деревьев восточное плато, называемое Osterwiese или Röckinger, наиболее важно для туризма. Эта зона служит для запуска моделей самолётов, дельтапланов и в качестве смотровой площадки. В особо ясные дни с неё можно видеть пик Цугшпитце Альп.
- Сильное обезлесевшее восточное предгорье, известное своими легендами, носит название Шлёсляйнбук. Это небольшая возвышенность, называемая Малый Хессельберг. Röckinger и Шлёсляйнбук отделены друг от друга долиной Друидов.

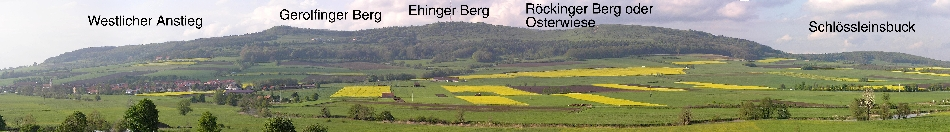
Панорама Хессельберга, вид с юга

## Происхождение и геология
Хессельборг входит в число наиболее важных экосистем Баварии. 24 сентября 2005 в ходе церемонии Хессельборг за красивую природу был награждён премией Bayerns schönste Geotope директором баварского офиса по защите окружающей среды.

### Юрский период
200 миллионов лет назад юрское море простиралось от бассейна Северного моря далеко на юг и покрывало земли позднего триаса. В то время регион Хессельберга был на границе этого моря. Многочисленные приток принесли массу обломков с восточного материка и образовалось многослойное морское дно, богатое флорой и фауной. В течение более 40 миллионов лет многочисленные слои юрских пород последовательно спрессовывались: ранние юрские внизу, средние юрские выше и наверху поздние юрские. Каждый из этих слоёв характеризуется типичными для него горными породами и внедрёнными окаменелостями, которые специфичны для каждой геологической эпохи. Поскольку некоторые окаменелости находят исключительно в определённых слоях, они считаются руководящими ископаемыми. В юрском периоде руководящими ископаемыми являются аммониты. Со временем юрское море полностью заилилось по причине того, что Хессельберг раннего юрского периода находился в закрытом бассейне и не был подвержен эрозии ветром и водой, как это происходило на равнине между горой и Ханенкаммом. Тяжёлые скальные породы сопротивлялись эрозии и остались в составе горного массива в виде пика Zeugenberg, возвышающегося над ландшафтом подобно острову. Этот вид горной формации известен как перевёрнутый рельеф.